# Echeveria laui
Echeveria laui là một loài thực vật có hoa trong họ Crassulaceae. Loài này được Moran & J.Meyrán miêu tả khoa học đầu tiên năm 1976.